# Elsa Thulins översättarpris

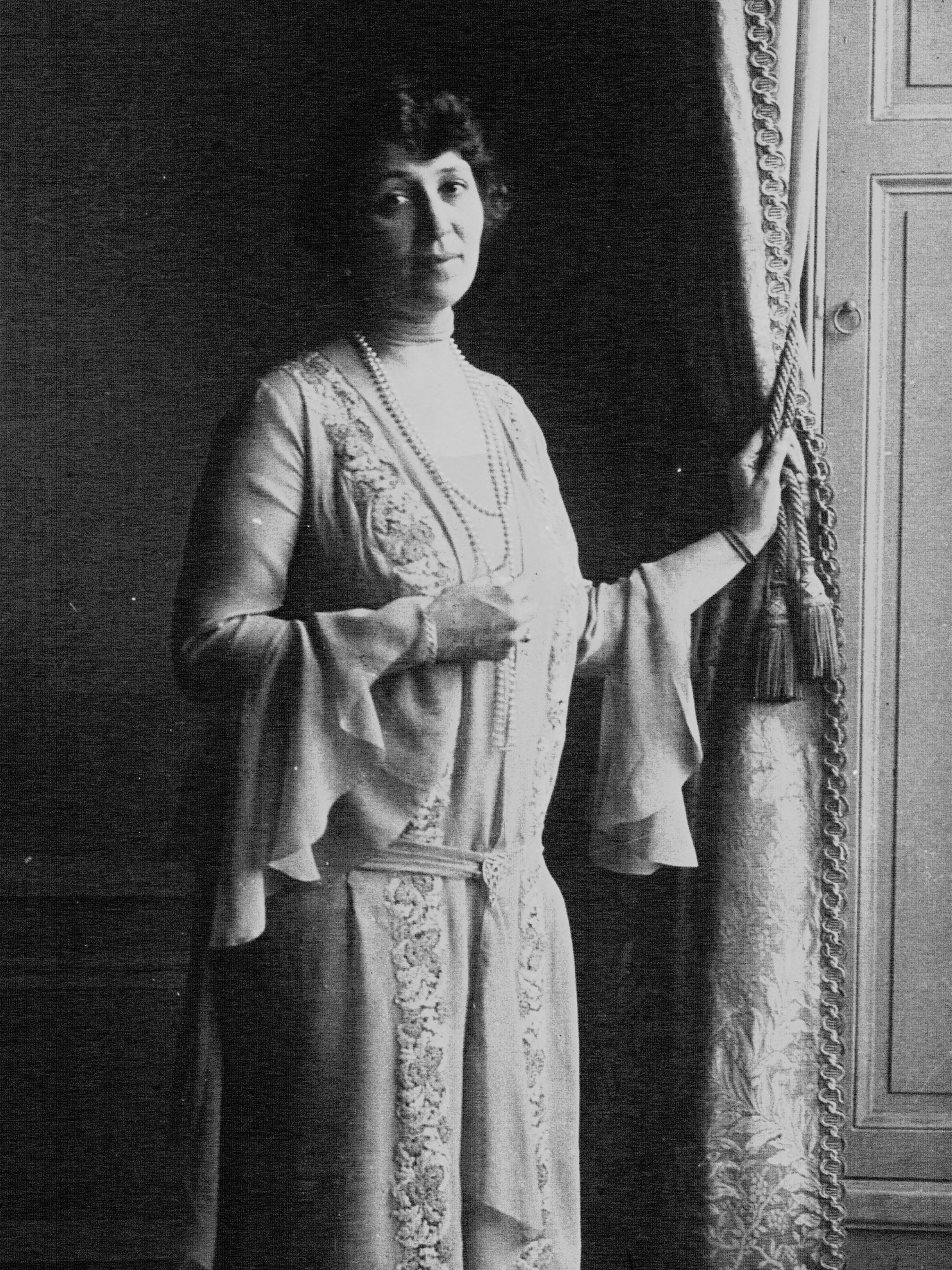
Elsa Thulin (1927), personen i vars namn priset är instiftat samt även prisets första mottagare.

Elsa Thulins översättarpris (även kallat Elsa Thulin-priset) är ett svenskt litteraturpris som delas ut av Sveriges Författarförbund sedan 1960. Priset är instiftat i översättaren Elsa Thulins namn och hon blev själv den första att motta priset.
Priset delas ut till en "översättare av skönlitteratur såsom belöning för framstående översättargärning" och består av en penningsumma samt en plakett formgiven av Edvin Öhrström. Efter en stadgeändring delas priset från och med 2006 ut till översättare av allmänlitteratur. Prisnämnden utgörs av företrädare för Översättarsektionen i Sveriges Författarförbund.
Prisutdelningen är förskjuten med ett år, så att exempelvis 2009 års pris delas ut 2010 etc.

## Pristagare
- 1960 – Elsa Thulin
- 1961 – Aida Törnell
- 1962 – Sven Barthel
- 1963 – Erik Blomberg
- 1964 – Lorenz von Numers
- 1965 – Nils Åke Nilsson
- 1966 – Gunnel Vallquist
- 1967 – Thomas Warburton
- 1968 – C.G. Bjurström
- 1969 – Eva Alexanderson
- 1970 – Britt G. Hallqvist
- 1971 – Per Erik Wahlund
- 1972 – Johannes Edfelt
- 1973 – Karin Alin
- 1974 – Allan Bergstrand
- 1975 – Mårten och Birgit Edlund
- 1976 – Harry Järv
- 1977 – Björn Collinder
- 1978 – Olov Jonason
- 1979 – Asta Wickman
- 1980 – Caj Lundgren
- 1981 – Sonja Bergvall
- 1982 – Arne Lundgren
- 1983 – Ingvar Björkeson
- 1984 – Göran Malmqvist
- 1985 – Hans Björkegren
- 1986 – Jan Stolpe
- 1987 – Margaretha Holmqvist
- 1988 – Vanja Lantz
- 1989 – Göran O. Eriksson
- 1990 – Marianne Gerland-Ekeroth
- 1991 – Cilla Johnson
- 1992 – Birgitta Hammar
- 1993 – Peter Landelius
- 1994 – Ulrika Wallenström
- 1995 – Anders Bodegård
- 1996 – Kerstin Hallén
- 1997 – Sture Pyk
- 1998 – Bengt Anderberg
- 1999 – Ulla Roseen
- 2000 – Lasse Söderberg
- 2001 – Marianne Eyre
- 2002 – Lars Erik Blomqvist
- 2003 – Ann-Mari Seeberg
- 2004 – Else Lundgren
- 2005 – Magnus Hedlund
- 2006 – Barbro Andersson
- 2007 – Bengt Samuelson
- 2008 – Hans-Jacob Nilsson
- 2009 – Inger Johansson
- 2010 – Kerstin Gustafsson
- 2011 – Maria Ekman
- 2012 – Maria Ortman
- 2013 – Gunnar Harding
- 2014 – Karin Mossdal
- 2015 – Viveca Melander
- 2016 – Nille Lindgren
- 2017 – Urban Andersson
- 2018 – Ervin Rosenberg
- 2019 – Rose-Marie Nielsen[3]
- 2020 – Joachim Retzlaff[4]
- 2021 – Rebecca Alsberg
- 2022 – Marianne Tufvesson[5]
- 2023 – Meta Ottosson[6]
- 2024 – Jim Jakobsson[7]

### Fotnoter
1. 1 2 3  ”Elsa Thulin”. Svenskt översättarlexikon. http://www.oversattarlexikon.se/artiklar/Elsa_Thulin-priset. Läst 27 maj 2012.
2. ↑  ”Elsa Thulin”. Svenskt översättarlexikon. http://www.oversattarlexikon.se/artiklar/Elsa_Thulin. Läst 27 maj 2012.
3. ↑  Priset till Elsa Thulins minne 2019 går till Rose-Marie Nielsen Läst 2 mars 2020
4. ↑  Elsa Thulin-priset till Joachim Retzlaff Läst 9 mars 2021
5. ↑  Elsa Thulin-priset till Marianne Tufvesson Läst 10 maj 2023
6. ↑  Meta Ottosson tilldelas Elsa Thulin-priset 2023 Läst 15 april 2024
7. ↑  Jim Jakobsson tilldelas Elsa Thulin-priset Läst 14 april 2025